# Collegio di Mole Valley
Mole Valley è stato un collegio elettorale inglese situato nel Surrey rappresentato alla Camera dei comuni del parlamento del Regno Unito. Eleggeva un membro del parlamento con il sistema maggioritario a turno unico; il collegio è stato abolito in occasione della revisione periodica del 2024.

## Confini
- 1983-1997: il distretto di Mole Valley, e il ward di Tillingbourne del Borough of Guildford.
- 1997-2024: i ward del distretto di Mole Valley di Beare Green, Bookham North, Bookham South, Box Hill and Headley, Brockham, Betchworth and Buckland, Capel, Leigh and Newdigate, Charlwood, Dorking North, Dorking South, Fetcham East, Fetcham West, Holmwoods, Leatherhead North, Leatherhead South, Leith Hill, Mickleham, Westhumble and Pixham, Okewood e Westcott, e i ward del Borough of Guildford di Clandon and Horsley, Effingham, Lovelace, Send e Tillingbourne.

Il collegio era più esteso del distretto della Mole Valley nel Surrey, in quanto comprendeva cinque ward della parte orientale del Borough of Guildford, tre dei quali si trovavano più vicino a Woking che non a Dorking. La maggiore città del collegio era Dorking, mentre la seconda era Leatherhead e vi erano molti villaggi rurali e semi-rurali, generalmente distanti meno di un'ora da Londra e classificati più propriamente all'interno dell'area metropolitana di Londra.

## Storia e profilo
Il collegio fu creato nel 1983 e gran parte della sua area fu ereditata dal collegio di Dorking, che lo precedette. Si tratta di un seggio garantito per il Partito Conservatore in termini di durata della rappresentanza presso il collegio e di vantaggio del partito sugli altri avversari. La maggioranza della popolazione è benestante e vive nelle cittadine dell'area metropolitana connessa tramite strade e ferrovie a Londra. Alle elezioni generali nel Regno Unito del 1997, dove i laburisti riportarono una forte vittoria, Mole Valley fu uno dei pochi collegi ad eleggere un nuovo deputato conservatore, con un vantaggio di oltre 10.000 voti; la principale opposizione dal 1983 era rappresentata dai Liberal Democratici e il loro partito predecessore, il Partito Liberale.

## Membri del parlamento
| Elezione | Elezione           | Deputato         | Partito          |
| -------- | ------------------ | ---------------- | ---------------- |
|          | 1983               | Kenneth Baker    | Conservatore     |
| 1997     | Sir Paul Beresford |                  | Conservatore     |
|          | 2024               | Collegio abolito | Collegio abolito |

## Elezioni

### Elezioni negli anni 2010
| Partito                    | Partito                                   | Candidato                  | Risultati 12 dicembre 2019 | Risultati 12 dicembre 2019 |
| Partito                    | Partito                                   | Candidato                  | Voti                       | %                          |
| -------------------------- | ----------------------------------------- | -------------------------- | -------------------------- | -------------------------- |
|                            | Conservatore                              | Paul Beresford             | 31 656                     | 55,43                      |
|                            | Lib Dem                                   | Paul Kennedy               | 19 615                     | 34,35                      |
|                            | Laburista                                 | Brian Bostock              | 2 965                      | 5,19                       |
|                            | Verdi                                     | Lisa Scott-Conte           | 1 874                      | 3,28                       |
|                            | Indipendente                              | Robin Horsley              | 536                        | 0,94                       |
|                            | UKIP                                      | Geoffrey Cox               | 464                        | 0,81                       |
|                            |                                           |                            |                            |                            |
| Iscritti                   | Iscritti                                  | Iscritti                   | 74 665                     | 100,00                     |
| ↳ Votanti (% su iscritti)  | ↳ Votanti (% su iscritti)                 | ↳ Votanti (% su iscritti)  | 57 110                     | 76,49                      |
| ↳ Astenuti (% su iscritti) | ↳ Astenuti (% su iscritti)                | ↳ Astenuti (% su iscritti) | 17 555                     | 23,51                      |
|                            |                                           |                            |                            |                            |
|                            | Esito: collegio confermato a Conservatore |                            |                            |                            |

| Partito                    | Partito                                   | Candidato                  | Risultati 8 giugno 2017 | Risultati 8 giugno 2017 |
| Partito                    | Partito                                   | Candidato                  | Voti                    | %                       |
| -------------------------- | ----------------------------------------- | -------------------------- | ----------------------- | ----------------------- |
|                            | Conservatore                              | Paul Beresford             | 35 092                  | 61,86                   |
|                            | Lib Dem                                   | Paul Kennedy               | 10 955                  | 19,31                   |
|                            | Laburista                                 | Marc Green                 | 7 864                   | 13,86                   |
|                            | Verdi                                     | Jacquetta Fewster          | 1 463                   | 2,58                    |
|                            | UKIP                                      | Judy Moore                 | 1 352                   | 2,38                    |
|                            |                                           |                            |                         |                         |
| Iscritti                   | Iscritti                                  | Iscritti                   | 74 529                  | 100,00                  |
| ↳ Votanti (% su iscritti)  | ↳ Votanti (% su iscritti)                 | ↳ Votanti (% su iscritti)  | 56 866                  | 76,30                   |
| ↳ Astenuti (% su iscritti) | ↳ Astenuti (% su iscritti)                | ↳ Astenuti (% su iscritti) | 17 663                  | 23,70                   |
|                            |                                           |                            |                         |                         |
|                            | Esito: collegio confermato a Conservatore |                            |                         |                         |

| Partito                    | Partito                                   | Candidato                  | Risultati 7 maggio 2015 | Risultati 7 maggio 2015 |
| Partito                    | Partito                                   | Candidato                  | Voti                    | %                       |
| -------------------------- | ----------------------------------------- | -------------------------- | ----------------------- | ----------------------- |
|                            | Conservatore                              | Paul Beresford             | 33 434                  | 60,63                   |
|                            | Lib Dem                                   | Paul Kennedy               | 7 981                   | 14,47                   |
|                            | UKIP                                      | Paul Oakley                | 6 181                   | 11,21                   |
|                            | Laburista                                 | Leonard Amos               | 4 565                   | 8,28                    |
|                            | Verdi                                     | Jacquetta Fewster          | 2 979                   | 5,40                    |
|                            |                                           |                            |                         |                         |
| Iscritti                   | Iscritti                                  | Iscritti                   | 74 567                  | 100,00                  |
| ↳ Votanti (% su iscritti)  | ↳ Votanti (% su iscritti)                 | ↳ Votanti (% su iscritti)  | 55 329                  | 74,20                   |
| ↳ Astenuti (% su iscritti) | ↳ Astenuti (% su iscritti)                | ↳ Astenuti (% su iscritti) | 19 238                  | 25,80                   |
|                            |                                           |                            |                         |                         |
|                            | Esito: collegio confermato a Conservatore |                            |                         |                         |

| Partito                    | Partito                                   | Candidato                  | Risultati 6 maggio 2010 | Risultati 6 maggio 2010 |
| Partito                    | Partito                                   | Candidato                  | Voti                    | %                       |
| -------------------------- | ----------------------------------------- | -------------------------- | ----------------------- | ----------------------- |
|                            | Conservatore                              | Paul Beresford             | 31 263                  | 57,55                   |
|                            | Lib Dem                                   | Alice Humphreys            | 15 610                  | 28,73                   |
|                            | Laburista                                 | James Dove                 | 3 804                   | 7,00                    |
|                            | UKIP                                      | Leigh Jones                | 2 752                   | 5,07                    |
|                            | Verdi                                     | Rob Sedgwick               | 895                     | 1,65                    |
|                            |                                           |                            |                         |                         |
| Iscritti                   | Iscritti                                  | Iscritti                   | 72 625                  | 100,00                  |
| ↳ Votanti (% su iscritti)  | ↳ Votanti (% su iscritti)                 | ↳ Votanti (% su iscritti)  | 54 324                  | 74,80                   |
| ↳ Astenuti (% su iscritti) | ↳ Astenuti (% su iscritti)                | ↳ Astenuti (% su iscritti) | 18 301                  | 25,20                   |
|                            |                                           |                            |                         |                         |
|                            | Esito: collegio confermato a Conservatore |                            |                         |                         |

### Elezioni negli anni 2000
| Partito                    | Partito                                   | Candidato                  | Risultati 5 maggio 2005 | Risultati 5 maggio 2005 |
| Partito                    | Partito                                   | Candidato                  | Voti                    | %                       |
| -------------------------- | ----------------------------------------- | -------------------------- | ----------------------- | ----------------------- |
|                            | Conservatore                              | Paul Beresford             | 27 060                  | 54,76                   |
|                            | Lib Dem                                   | Nasser Butt                | 15 063                  | 30,48                   |
|                            | Laburista                                 | Farmida Bi                 | 5 310                   | 10,75                   |
|                            | UKIP                                      | David Payne                | 1 475                   | 2,98                    |
|                            | Veritas                                   | Roger Meekins              | 507                     | 1,03                    |
|                            |                                           |                            |                         |                         |
| Iscritti                   | Iscritti                                  | Iscritti                   | 68 158                  | 100,00                  |
| ↳ Votanti (% su iscritti)  | ↳ Votanti (% su iscritti)                 | ↳ Votanti (% su iscritti)  | 49 415                  | 72,50                   |
| ↳ Astenuti (% su iscritti) | ↳ Astenuti (% su iscritti)                | ↳ Astenuti (% su iscritti) | 18 743                  | 27,50                   |
|                            |                                           |                            |                         |                         |
|                            | Esito: collegio confermato a Conservatore |                            |                         |                         |

| Partito                    | Partito                                   | Candidato                  | Risultati 7 giugno 2001 | Risultati 7 giugno 2001 |
| Partito                    | Partito                                   | Candidato                  | Voti                    | %                       |
| -------------------------- | ----------------------------------------- | -------------------------- | ----------------------- | ----------------------- |
|                            | Conservatore                              | Paul Beresford             | 23 790                  | 50,54                   |
|                            | Lib Dem                                   | Celia Savage               | 13 637                  | 28,97                   |
|                            | Laburista                                 | Dan Redford                | 7 837                   | 16,65                   |
|                            | UKIP                                      | Ronald Walters             | 1 333                   | 2,83                    |
|                            | ProLife Alliance                          | William Newton             | 475                     | 1,01                    |
|                            |                                           |                            |                         |                         |
| Iscritti                   | Iscritti                                  | Iscritti                   | 68 319                  | 100,00                  |
| ↳ Votanti (% su iscritti)  | ↳ Votanti (% su iscritti)                 | ↳ Votanti (% su iscritti)  | 47 072                  | 68,90                   |
| ↳ Astenuti (% su iscritti) | ↳ Astenuti (% su iscritti)                | ↳ Astenuti (% su iscritti) | 21 247                  | 31,10                   |
|                            |                                           |                            |                         |                         |
|                            | Esito: collegio confermato a Conservatore |                            |                         |                         |

## Risultati dei referendum

### Referendum sulla permanenza del Regno Unito nell'Unione europea del 2016
|             | Collegio    | Lasciare UE % | Rimanere in UE % |
| ----------- | ----------- | ------------- | ---------------- |
|             | Mole Valley | 47,5%         | 52,5%            |
|             | Inghilterra | 53,3%         | 46,7%            |
| Regno Unito | 51,9%       | 48,1%         |                  |